# Tipula (Lunatipula) zarcoi
Tipula (Lunatipula) zarcoi is een tweevleugelige uit de familie langpootmuggen (Tipulidae). De soort komt voor in het Palearctisch gebied.